# إسطركن أزب
إسطركن أزب (الاسم العلمي:Strychnos hirsuta) هو نوع هجين من النباتات يتبع جنس الإسطركن من الفصيلة اللوغانية.